# Grey's Anatomy
Grey's Anatomy (tiếng Việt: Ca phẫu thuật của Grey) là một bộ phim truyền hình dài tập về y khoa của Mỹ lần đầu được công chiếu trên kênh American Broadcasting Company (ABC) với tư cách là một sự thay thế giữa mùa vào ngày 27 tháng 3 năm 2005. Bộ phim này tập trung vào cuộc sống giả tưởng của các thực tập sinh, nội trú và bác sĩ giảng viên phẫu thuật, khi họ theo đuổi con đường y khoa trong khi cố gắng duy trì một cuộc sống và những mối quan hệ riêng tư. Tiêu đề bộ phim là một cách chơi chữ với Gray's Anatomy, một cuốn sách giáo khoa về giải phẫu cơ thể người được viết bởi Henry Gray. Ban đầu bộ phim bắt đầu với Shonda Rhimes, người đóng vai trò là nhà sản xuất điều hành, cùng với Betsy Beers, Mark Gordon, Krista Vernoff, Rob Corn, Mark Wilding và Allan Heinberg. Mặc dù bối cảnh trong phim đặt ở Seattle tại bệnh viện giả tưởng Grey-Sloan Memorial (tên trước đây là Seattle Grace-Mercy West), nó chủ yếu được quay tại Los Angeles, California. Bộ phim ban đầu được đặt tên là Complications, một sự ám chỉ tới các trình tự thủ thuật phức tạp trong y khoa cũng như cuộc sống cá nhân của dàn nhân vật chính.
Bộ phim xoay quanh nhân vật Bác sĩ Meredith Grey đóng bởi Ellen Pompeo. Dàn nhân vật chính ban đầu bao gồm chín diễn viên ngôi sao: Ellen Pompeo, Sandra Oh, Katherine Heigl, Justin Chambers, T. R. Knight, Chandra Wilson, James Pickens Jr., Isaiah Washington và Patrick Dempsey. Dàn diễn viên đã trải qua những thay đổi đáng kể xuyên suốt các mùa chiếu, với rất nhiều các thành viên rời đi và bị thanh thế bởi những người khác. Trong mùa mười hai, bộ phim đã có một tổng là 16 diễn viên, bao gồm 4 từ dàn diễn viên gốc. Vào ngày 10 tháng 2 năm 2017, ABC công bố mùa thứ 14 cho Grey's Anatomy, thứ sẽ được khởi chiếu vào mùa thu năm 2017.

## Dàn diễn viên

### Nhân vật chính
| Diễn viên          | Nhân vật           | Mùa phim  | Mùa phim      | Mùa phim  | Mùa phim           | Mùa phim           | Mùa phim           | Mùa phim           | Mùa phim           | Mùa phim      | Mùa phim      | Mùa phim      | Mùa phim | Mùa phim      |
| Diễn viên          | Nhân vật           | 1         | 2             | 3         | 4                  | 5                  | 6                  | 7                  | 8                  | 9             | 10            | 11            | 12       | 13            |
| ------------------ | ------------------ | --------- | ------------- | --------- | ------------------ | ------------------ | ------------------ | ------------------ | ------------------ | ------------- | ------------- | ------------- | -------- | ------------- |
| Ellen Pompeo       | Meredith Grey      | Chính     | Chính         | Chính     | Chính              | Chính              | Chính              | Chính              | Chính              | Chính         | Chính         | Chính         | Chính    | Chính         |
| Sandra Oh          | Cristina Yang      | Chính     | Chính         | Chính     | Chính              | Chính              | Chính              | Chính              | Chính              | Chính         | Chính         |               |          |               |
| Katherine Heigl    | Izzie Stevens      | Chính1    | Chính1        | Chính1    | Chính1             | Chính1             | Chính1             |                    |                    |               |               |               |          |               |
| Justin Chambers    | Alex Karev         | Chính     | Chính         | Chính     | Chính              | Chính              | Chính              | Chính              | Chính              | Chính         | Chính         | Chính         | Chính    | Chính         |
| T. R. Knight       | George O'Malley    | Chính     | Chính         | Chính     | Chính              | Chính              |                    |                    |                    |               |               |               |          |               |
| Chandra Wilson     | Miranda Bailey     | Chính     | Chính         | Chính     | Chính              | Chính              | Chính              | Chính              | Chính              | Chính         | Chính         | Chính         | Chính    | Chính         |
| James Pickens, Jr. | Richard Webber     | Chính     | Chính         | Chính     | Chính              | Chính              | Chính              | Chính              | Chính              | Chính         | Chính         | Chính         | Chính    | Chính         |
| Isaiah Washington  | Preston Burke      | Chính     | Chính         | Chính     |                    |                    |                    |                    |                    |               | Khách mời     |               |          |               |
| Patrick Dempsey    | Derek Shepherd     | Chính     | Chính         | Chính     | Chính              | Chính              | Chính              | Chính              | Chính              | Chính         | Chính         | Chính         |          |               |
| Kate Walsh         | Addison Montgomery | Khách mời | Chính         | Chính     | Khách mời đặc biệt | Khách mời đặc biệt | Khách mời đặc biệt | Khách mời đặc biệt | Khách mời đặc biệt |               |               |               |          |               |
| Eric Dane          | Mark Sloan         |           | Khách mời     | Chính2    | Chính2             | Chính2             | Chính2             | Chính2             | Chính2             | Chính2        |               |               |          |               |
| Sara Ramirez       | Callie Torres      |           | Hay xuất hiện | Chính     | Chính              | Chính              | Chính              | Chính              | Chính              | Chính         | Chính         | Chính         | Chính    |               |
| Brooke Smith       | Erica Hahn         |           | Hay xuất hiện | Khách mời | Chính3             | Chính3             |                    |                    |                    |               |               |               |          |               |
| Chyler Leigh       | Lexie Grey         |           |               | Khách mời | Chính              | Chính              | Chính              | Chính              | Chính              |               |               |               |          |               |
| Kevin McKidd       | Owen Hunt          |           |               |           |                    | Chính              | Chính              | Chính              | Chính              | Chính         | Chính         | Chính         | Chính    | Chính         |
| Jessica Capshaw    | Arizona Robbins    |           |               |           |                    | Hay xuất hiện      | Chính              | Chính              | Chính              | Chính         | Chính         | Chính         | Chính    | Chính         |
| Kim Raver          | Teddy Altman       |           |               |           |                    |                    | Chính4             | Chính4             | Chính4             |               |               |               |          |               |
| Sarah Drew         | April Kepner       |           |               |           |                    |                    | Hay xuất hiện      | Chính              | Chính              | Chính         | Chính         | Chính         | Chính    | Chính         |
| Jesse Williams     | Jackson Avery      |           |               |           |                    |                    | Hay xuất hiện      | Chính              | Chính              | Chính         | Chính         | Chính         | Chính    | Chính         |
| Jason George       | Benjamin Warren    |           |               |           |                    |                    | Hay xuất hiện      | Khách mời          | Hay xuất hiện      | Hay xuất hiện | Hay xuất hiện | Hay xuất hiện | Chính    | Chính         |
| Caterina Scorsone  | Amelia Shepherd    |           |               |           |                    |                    |                    | Khách mời          | Khách mời đặc biệt |               | Hay xuất hiện | Chính         | Chính    | Chính         |
| Camilla Luddington | Jo Wilson          |           |               |           |                    |                    |                    |                    |                    | Hay xuất hiện | Chính         | Chính         | Chính    | Chính         |
| Jerrika Hinton     | Stephanie Edwards  |           |               |           |                    |                    |                    |                    |                    | Hay xuất hiện | Chính         | Chính         | Chính    | Chính         |
| Gaius Charles      | Shane Ross         |           |               |           |                    |                    |                    |                    |                    | Hay xuất hiện | Chính         |               |          |               |
| Tessa Ferrer       | Leah Murphy        |           |               |           |                    |                    |                    |                    |                    | Hay xuất hiện | Chính         |               |          | Hay xuất hiện |
| Kelly McCreary     | Maggie Pierce      |           |               |           |                    |                    |                    |                    |                    |               | Khách mời     | Chính         | Chính    | Chính         |
| Giacomo Gianniotti | Andrew DeLuca      |           |               |           |                    |                    |                    |                    |                    |               |               | Khách mời     | Chính    | Chính         |
| Martin Henderson   | Nathan Riggs       |           |               |           |                    |                    |                    |                    |                    |               |               |               | Chính    | Chính         |

Ghi chú
* ^1  Katherine Heigl được ghi trong credit là diễn viên chính từ 1x01 cho tới 6x18. Từ 6x19 cô không được ghi là diễn viên chính và cũng không xuất hiện.

* ^2  Trong Season 9, Eric Dane chỉ xuất hiện trong 9x01 và 9x02. Từ 9x03 anh không được coi là diễn viên chính và cũng không xuất hiện.

* ^3  Brooke Smith được ghi tại credit là diễn viên chính từ 4x05 tới 5x07. Từ 5x08 cô không được ghi là diễn viên chính và không xuất hiện.

* ^4  Trong Season 6, Kim Raver được ghi tại credit là diễn viên chính từ 6x19 cho đến hết mùa.